# Manuskrypt paryski K
Manuskrypt paryski K – zbiór notatek Leonarda da Vinci datowany na lata 1503–1508. Manuskrypt znajduje się obecnie w Institut de France w Paryżu.
Jego wymiary wynoszą 96 × 65 mm Jest złożony z K1, K2, K3, czyli trzech kieszonkowych notatników połączonych w jedną oryginalną oprawę. Notatnik K1 obejmuje karty od 1 do 48, K2 od 49 do 80, K3 od 81 do 128.

## Treść manuskryptu
Notatniki zawierają głównie zapiski dotyczące teorii i badań geometrii euklidesowej.
W manuskrypt paryski K znajdują się również studia porównawczej anatomii zwierząt i człowieka. To tych badań Leonardowi służyły zwierzęta domowe – krowy, świnie i konie. Na podstawie budowy ich ciała próbował zrozumieć fizjologię człowieka.

## Opis wybranej strony
.
Leonardo prowadził bardzo starannie notatki i rysunki, które pomagały mu w stworzeniu konnych pomników dla Ludovico Sforza i Giangiacomo Trivulziano, oraz obrazów takie jak Adoracja magów (1481) czy  Bitwa pod Anghiari, w który znajdowały się malunki koni.
Na temat rysunku porównawczego Leonardo da Vinci pisał:

Tutaj robię notatkę demonstrującą różnicę, która jest między człowiekiem i koniem oraz innymi zwierzętami. Chód człowieka jest następstwem  chodu zwierzęcia z czterema nogami, ponieważ ich nogi poruszają się na przemian, dwie do przodu dwie do tyłu. Człowiek również porusza  cztery kończyny, gdy wysuwa prawą stopę jego lewa ręka cofa się i odwrotnie.

Notatniki łącznie liczą 128 stron i wymiarach 9.6 × 6.5 cm i pisane były atramentem.